# Pucioasa
Pucioasa é uma cidade localizada no judeţ (distrito) de Dâmboviţa, na Roménia, com uma população de cerca de 15.618 habitantes (2002). 
O nome da cidade data de 20 de Setembro de 1649, quando foi mencionada num documento como "Piatra Pucioasă" (significando pedra sulfúrea, referindo-se aos recursos de enxofre próximos do local).